# Slow Club
Gli Slow Club sono un duo musicale formatosi a Sheffield nel 2006. Il gruppo è composto da Charles Watson (voce, chitarra) e Rebecca Taylor (voce, chitarra, percussioni).
Il duo ha pubblicato due singoli nel 2007, Slow Club e Me and You, entrambi con la Moshi Moshi Records. Il 1º settembre 2008 è uscito il loro primo extended play, Let's Fall Back in Love, mentre nel dicembre 2008 pubblicano il singolo Christmas TV.
Il loro primo album, Yeah So, è stato prodotto da Mike Timm agli Axis Studio a Sheffield ed è stato pubblicato nel luglio del 2009.
Il secondo album,  Paradise, è uscito il 12 settembre 2011.

## Discografia

### Album in studio
| Anno | Titolo                                                                           | Classifiche |
| ---- | -------------------------------------------------------------------------------- | ----------- |
| Anno | Titolo                                                                           | UK          |
| 2009 | Yeah So - Uscita: 6 luglio 2009 - Formato: CD, LP, download digitale             | —           |
| 2011 | Paradise - Uscita: 12 settembre 2011 - Formato: CD, LP, download digitale        | 70          |
| 2014 | Complete Surrender - Uscita: 14 Luglio 2014 - Formato: CD, LP, download digitale | 51          |

### EP
| Anno | Titolo                                                                                             |
| ---- | -------------------------------------------------------------------------------------------------- |
| 2008 | Let's Fall Back in Love - Uscita: 1º settembre 2008 - Formato: CD, download digitale               |
| 2009 | Christmas, Thanks for Nothing - Uscita: 14 dicembre 2009 - Formato: CD, 45 giri, download digitale |

### Singoli
| Anno                            | Titolo             | Album di provenienza |
| ------------------------------- | ------------------ | -------------------- |
| 2006                            | Because We're Dead | /                    |
| 2007                            | Me and You         | /                    |
| 2008                            | Christmas TV       | /                    |
| 2009                            |                    |                      |
| It Doesn't Have to Be Beautiful | Yeah So            |                      |
| Trophy Room                     | Yeah So            |                      |
| 2010                            | Yeah So            | Giving Up on Love    |
| 2011                            |                    |                      |
| Two Cousins                     | Paradise           |                      |
| Where I'm Waking                | Paradise           |                      |